# Flight shame
Flight shame (швед. flygskam) — общественное движение, выраженное в отказе от авиаперелётов с целью сокращения выбросов CO₂ в окружающую среду. «Flygskam» переводится с шведского как «летать стыдно». Идея заключается в том, что авиапассажирам должно быть стыдно за то, что они загрязняют окружающую среду, передвигаясь на самолетах, вместо, например, поездов.

## Происхождение
Движение зародилось в Швеции в 2017 году. Согласно данным шведских исследователей, общий объём выбросов от воздушных перелётов в Швеции увеличился на 61 % с 1990 года. Шведы являются одними из самых часто летающих пассажиров в мире: они летают в семь раз больше, чем в среднем жители других европейских стран.
Движение получило свое название благодаря шведскому певцу Стаффану Линдбергу, который летом 2017 года написал статью, в которой он и 5 его друзей пообещали навсегда отказаться от авиаперёлетов из-за выбросов CO₂ в окружающую среду. Среди людей, подписавших статью — Грета Тунберг, активистка экологического движения, и её мать Малена Эрнман, известная шведская оперная певица.
Движение получило широкую международную огласку в сентябре 2019 года, когда Грета Тунберг приплыла в Нью-Йорк на яхте через Атлантический океан для участия в саммите ООН по климату. Тунберг выступила с эмоциональной четырёхминутной речью, которая и принесла ей всемирную известность. После этого Грета отправилась в тур по Европе, продвигая свои идеи и призывая людей отказаться от авиаперелётов.

## Влияние
Согласно опросам UBS, каждый пятый житель США, Франции, Англии и Германии сократил перелёты в 2019 году в 2 раза, а количество пассажиров шведских авиакомпаний сократилось на 9%. Аналитики предполагают, что движение будет набирать обороты по крайней мере ближайшие пару лет, отчего, однако, может пострадать авиаиндустрия.
В сентябре 2019 года Flight Shame стало одной из обсуждаемых тем на саммите ООН по климату в Нью-Йорке. Мировыми лидерами был подтверждён факт того, что на сегодняшний день движение достигло масштабов международной важности.
В октябре 2019 нидерландская авиакомпания KLM Royal Dutch Airlines представила кампанию под слоганом «летай осознанно» (англ. Fly Responsibly), призывая своих клиентов летать меньше (особенно, если речь идёт о небольших расстояниях, которые можно проехать на поезде).
Количество пассажиров скандинавской авиакомпании SAS снизилось на 2 % в этом году. А некоторые компании, например, Klarna Bank AB отказались от перелетов бизнес-класса. Swedbank, один из крупнейших банков Швеции, отказался от авиаперевозок своих сотрудников. Отныне все деловые поездки по Европе совершаются сотрудниками банка на поездах. Банк так же пропагандирует отказ от авиаперелётов и призывает своих клиентов пересесть на поезда.
В октябре 2019 года министр транспорта Германии Андреас Шойер объявил о сокращении налога на железнодорожные билеты и повышения налога на авиаперелеты. Правительство Германии уже утвердило налоговые изменения, которые должны вступить в силу в апреле 2020 года. Таким образом, железнодорожные билеты подешевеют, а авиапутешествия станут дороже.

## В массовой культуре
В массовой культуре движение Flight Shame часто связывают с так называемым «эффектом Греты». Движение приобрело международную огласку и достигло своих наибольших масштабов благодаря экологической активистке Грете Тунберг, которая переплыла Атлантический океан на яхте в сентябре 2019 года, а затем вернулась обратно в Европу на борту самолета. Грета начала интенсивное продвижение отказа от авиа-перелетов по всей Европе. «Эффект Греты» получил свое название благодаря многим СМИ, которые охарактеризовали его не просто как феномен массового отказа от авиаперелётов, но и стремление донести эту идею до политических верхов по всему миру и призыв к действию со стороны международных лидеров.

## Критика
В апреле 2019 года Александр де Жюньяк, генеральный директор международной ассоциации воздушного транспорта ИАТА, опубликовал пост в интернет-блоге на сайте ассоциации, выражая свою критику по отношению к набирающему обороты движению Flight shame. В своём посте он заявляет, что «Возможность летать — это проявление человеческой свободы», а массовые переходы с самолетов на поезда и корабли он называет «отказом от технологического прогресса и деградацией на век в прошлое».
Позже, в июне 2019, движение Flight shame стало одной из самых актуальных тем на трёхдневном саммите по авиации в Сеуле, на котором Александр де Жюньяк подтвердил, что массовый отказ от перелётов будет набирать обороты по крайней мере ближайшие несколько дней. Позже, на пресс-конференции в рамках саммита, Александр де Жюньяк выступил с эмоциональной речью, призывая перестать называть их «загрязнителями окружающей среды» (имея в виду всех работников ассоциации воздушного транспорта и любые авиакомпании).